# Sail On: The 30th Anniversary Collection
Sail On:The 30th Anniversary Collection è un album di raccolta del gruppo rock progressivo statunitense Kansas, pubblicata nel 2004. È costituita da un doppio CD.

## Tracce

### CD1
1. "Can I Tell You" (Rich Williams, Phil Ehart, Dave Hope, Steve Walsh) – 3:33
2. "Journey from Mariabronn" (Livgren, Walsh) – 7:57
3. "Song for America" – 10:03
4. "Lamplight Symphony" – 8:15
5. "Icarus" – 6:04
6. "The Pinnacle" – 9:36
7. "Child of Innocence" – 4:36
8. "Carry On Wayward Son" – 5:23
9. "Cheyenne Anthem" – 6:54
10. "Miracles Out of Nowhere" – 6:28
11. "What's on My Mind" – 3:28

### CD2
1. "Point of Know Return" (Ehart, Robby Steinhardt, Walsh) – 3:13
2. "Portrait" (Livgren, Walsh) – 4:35
3. "Dust in the Wind" – 3:26
4. "Lightning's Hand" (Livgren, Walsh) – 4:23
5. "Sparks of the Tempest" (Livgren, Walsh) – 4:16
6. "Paradox" (Livgren, Walsh) – 4:09
7. "People of the South Wind" – 3:39
8. "Hold On" – 3:52
9. "Got to Rock On" (Walsh) – 3:22
10. "Play the Game Tonight" (Ehart, Danny Flower, Rob Frazier, Livgren, Williams) – 3:26
11. "Fight Fire with Fire" (Dino Elefante, John Elefante) – 3:41
12. "All I Wanted" (Walsh) – 3:23
13. "Rainmaker" (Bob Ezrin, Walsh) – 6:47
14. "Desperate Times" (Walsh) – 5:26
15. "Eleanor Rigby" (John Lennon, Paul McCartney) – 3:23
16. "Icarus II " – 7:15